# Аль-Бараси, Фарадж
Фарадж Аль-Бараси (араб. فرج البرعصي‎, 1960, Королевство Ливия — 8 ноября 1989) — ливийский футболист, нападающий. Серебряный призёр Кубка Африканских наций 1982 года.

## Биография
Фарадж Аль-Бараси родился в 1960 году.
Начал заниматься футболом в клубе «Аль-Наср» из Бенгази и постепенно добрался до главной команды, в которой провёл всю карьеру.
Играл на позиции нападающего. В составе «Аль-Насра» в 1987 году стал чемпионом Ливии, дважды раз выигрывал Кубок Ливии (1982, 1984). В сезоне-1986/87 стал лучшим снайпером чемпионата Ливии.
Выступал за сборную Ливии. В 1982 году в её составе завоевал серебряную медаль домашнего Кубка африканских наций. Забил 1 мяч в матче группового этапа против сборной Туниса (2:0).
Погиб 8 ноября 1989 года в автомобильной катастрофе.

## Достижения

### Командные

#### Аль-Наср
- Чемпион Ливии (1): 1987
- Обладатель Кубка Ливии (2): 1982, 1984

#### Ливия
- Серебряный призёр Кубка африканских наций (1): 1982

### Личные

#### Аль-Наср
- Лучший снайпер чемпионата Ливии (1): 1987